# Classeya aphrodite
Classeya aphrodite är en fjärilsart som beskrevs av Stanislas Bleszynski 1964. Classeya aphrodite ingår i släktet Classeya och familjen Crambidae. Inga underarter finns listade i Catalogue of Life.